# أدم ماثيوس
أدم جيمس ماثيوس (بالإنجليزية: Adam James Matthews)‏ وهو لاعب كرة قدم ويلزي في مركز الظهير الأيمن ولد في يوم 13 يناير 1992 في مدينة سوانزي سيتي في ويلز في المملكة المتحدة، يلعب حالياً مع نادي سيلتك في سكوتلاندا وسبق له اللعب مع نادي كارديف سيتي في ويلز ولعب مع منتخب ويلز لكرة القدم ويبلغ طوله 178 سم.

## روابط خارجية
- أدم ماثيوس على موقع قاعدة بيانات كرة القدم.إي يو (الإنجليزية)
- أدم ماثيوس على موقع ناشيونال فوتبول تيمز (الإنجليزية)
- أدم ماثيوس على موقع Soccerbase.com (لاعب) (الإنجليزية)
- أدم ماثيوس على موقع Soccerway.com (الإنجليزية)
- أدم ماثيوس على موقع عالم كرة القدم.نت (الإنجليزية)
- أدم ماثيوس على موقع AS.com (الإسبانية)